# Léon Jullien
Léon Jullien, francoski general, * 1880, † 1962.